# واريك أفينيو (محطة مترو أنفاق لندن)
واريك أفينيو (بالإنجليزية: Warwick Avenue)‏ هي إحدى محطات مترو أنفاق لندن. تقع على خط بيكرلو أفتتحت في المنطقة (Zone) رقم 2 أفتتحت في 31 يناير 1915.

## معرض صور

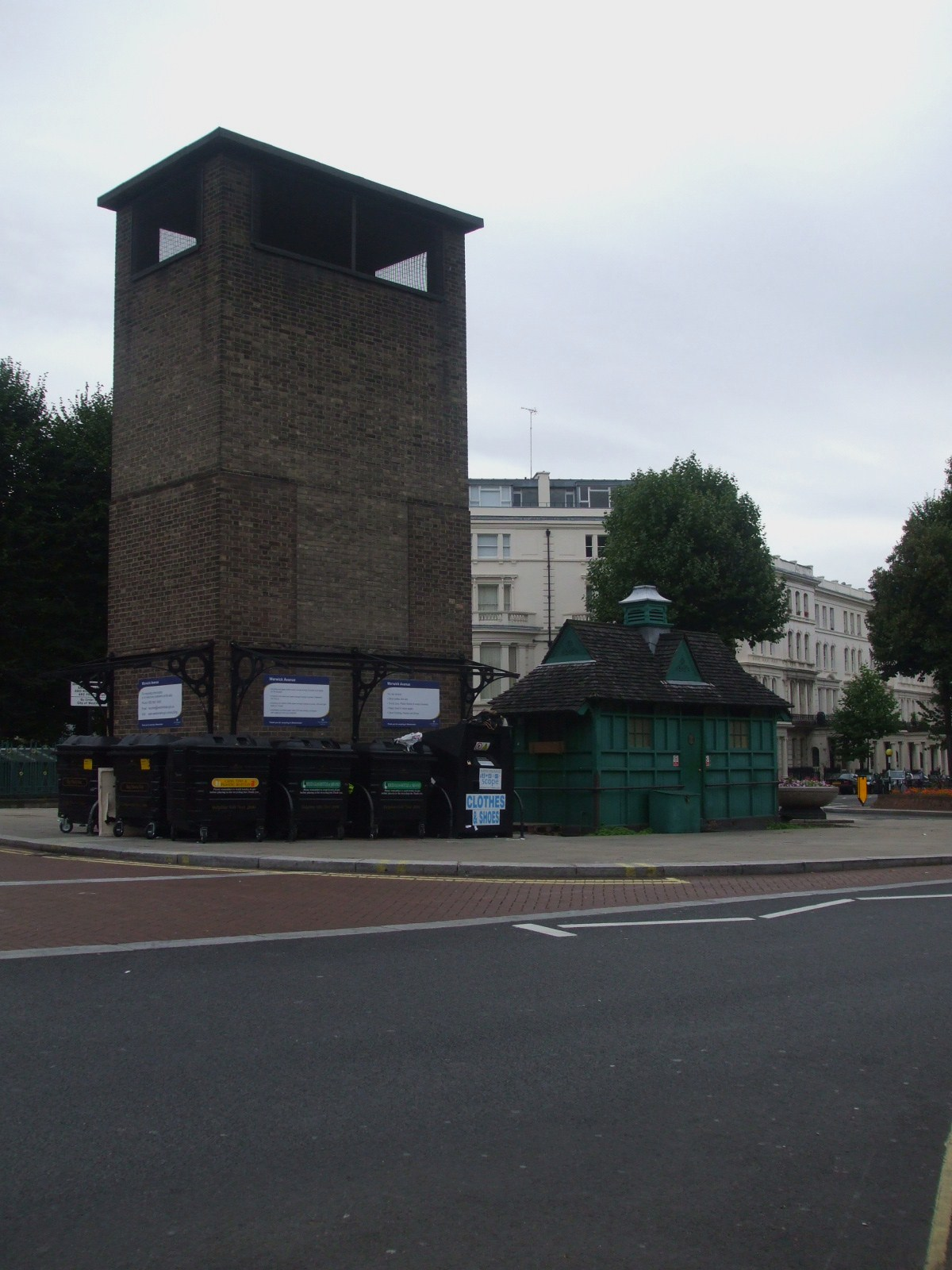
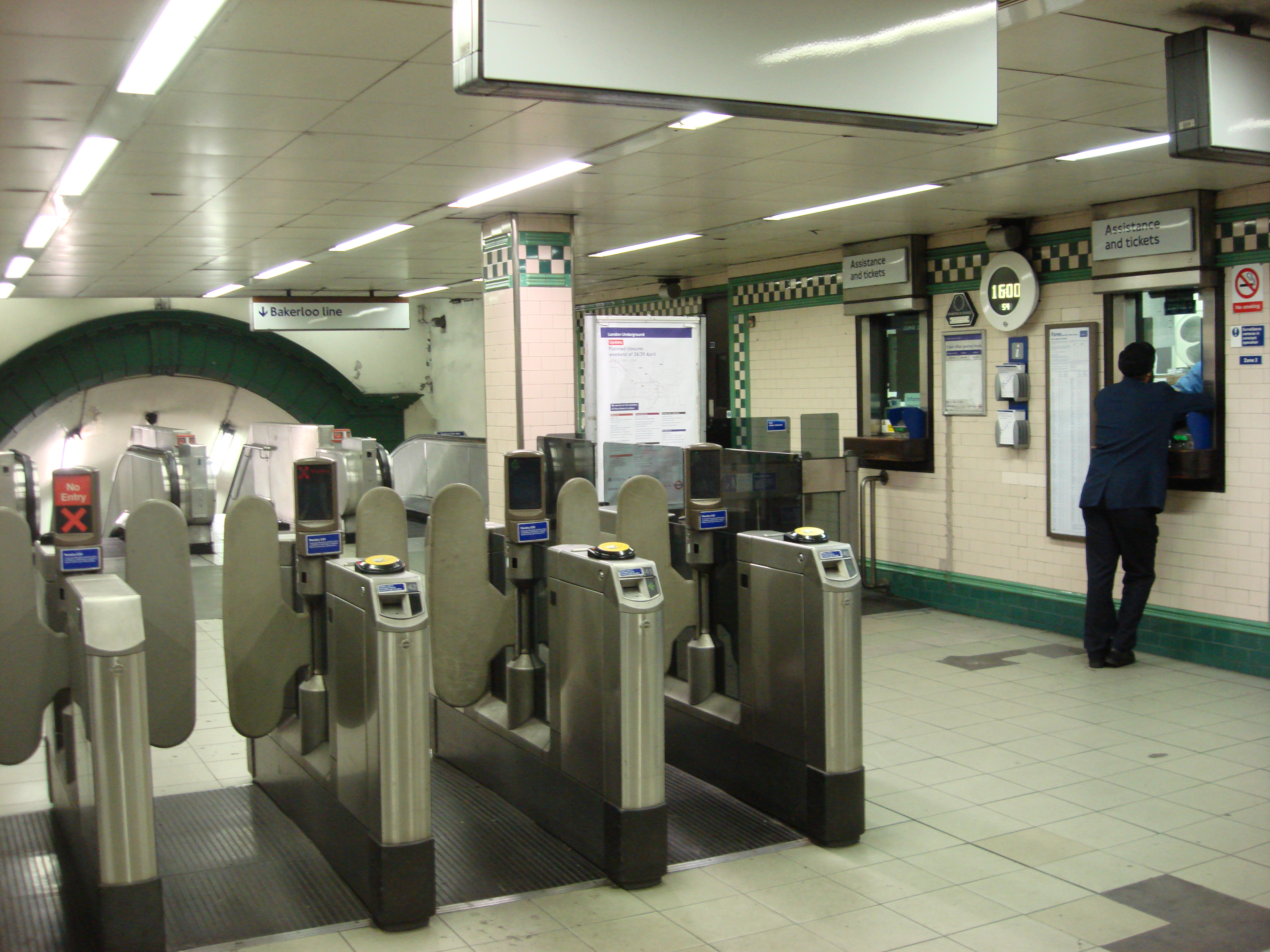
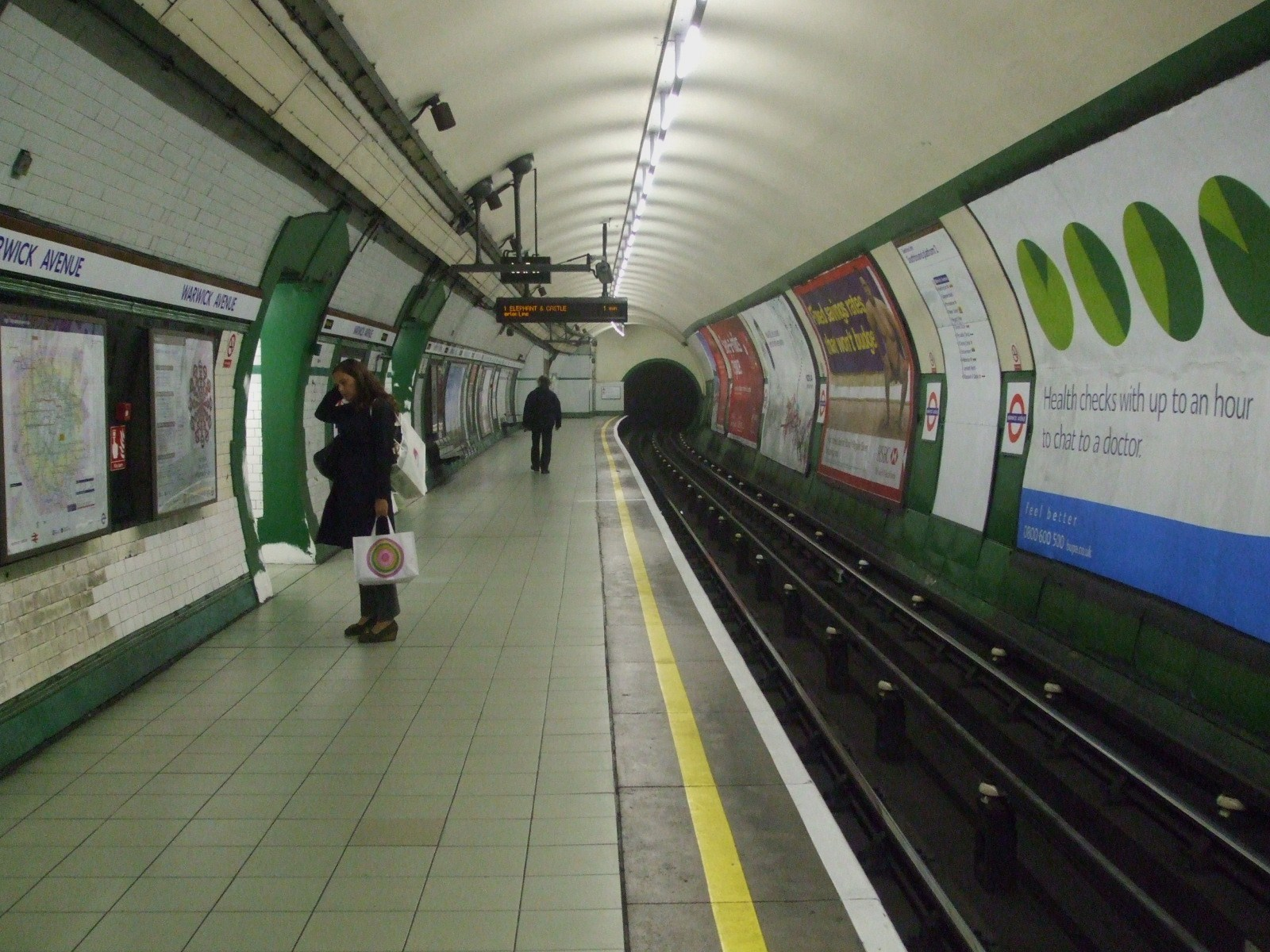
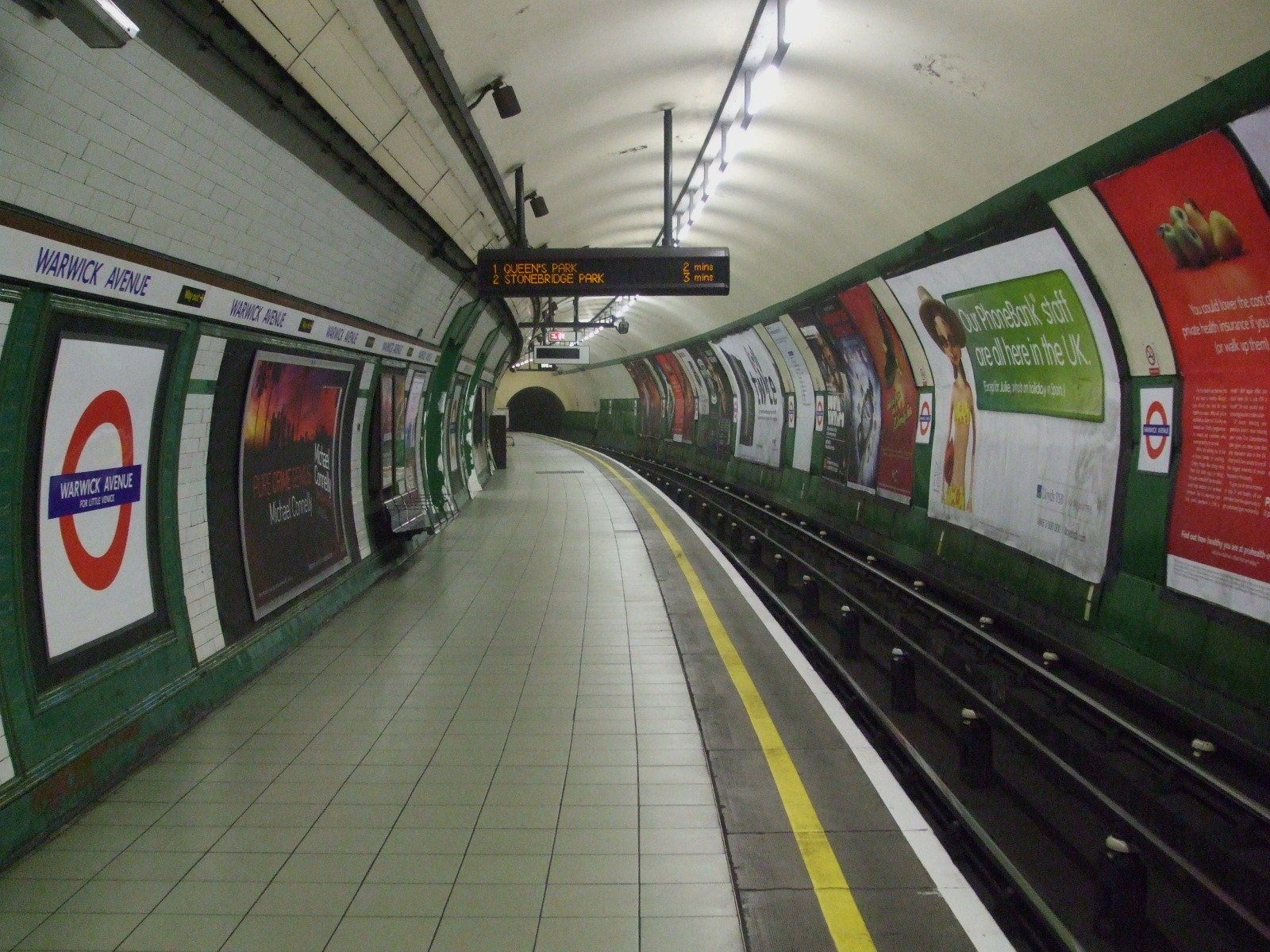